# Joaquim José Gomes Belo
Joaquim José Gomes Belo (Retaxo, Castelo Branco, 12 de Fevereiro de 1909 — Lisboa, 20??) foi um professor liceal de Ciências Naturais, reitor do Liceu Nacional da Horta e primeiro diretor da Escola do Magistério Primário da Horta, que exerceu as funções de governador civil do Distrito Autónomo da Horta durante o período final da Segunda Guerra Mundial.

## Biografia
Nasceu na freguesia de Retaxo, concelho de Castelo Branco, filho de António Duarte Belo e de Maria Gomes. Concluídos os estudos liceais, licenciou-se em 1931 em Ciências Biológicas pela Faculdade de Ciências da Universidade de Lisboa. Iniciou nesse ano funções como professor de Ciências Naturais dos liceus, passando a professor efetivo, com exame de estado, em 1934.
No ano letivo de 1934/1935 foi colocado no Liceu Provincial Manuel de Arriaga, na cidade da Horta, ilha do Faial, sendo nomeado para o cargo de reitor em dezembro de 1936. Nessas funções conduziu uma notável reforma da organização e desenvolvimento pedagógicos do liceu faialense e teve um papel liderante na campanha de opinião pública que levou à criação da Escola do Magistério Primário da Horta, em 1947, da qual foi o primeiro diretor.
Durante o período em que exerceu as funções de reitor do Liceu foi por inerência procurador nato da Junta Geral do Distrito Autónomo da Horta, funções que exerceu nos primeiros anos de funcionamento daquela instituição, resultado da transformação do Distrito da Horta em Distrito Autónomo da Horta.
No período de 16 de setembro de 1942 a 22 de janeiro de 1945 exerceu as funções de governador civil interino do Distrito Autónomo da Horta, num período conturbado da política local dadas as dificuldades resultantes das contingências da Segunda Guerra Mundial e, em particular, da presença na ilha do Faial de uma força expedicionária do Exército Português.
Em 1948 foi transferido para Lisboa e passou as exercer funções de inspetor do ensino liceal. Em 1958 foi nomeado Director-Geral do Ensino Primário, funções que exerceu até 1967, ano em que passou a inspector superior do ensino primário. Integrou o conselho de administração da Caixa de Previdência do Ministério da Educação.
Casou em Angra do Heroísmo com Branca Carvalhal do Canto Brum, ficando ligado por laços familiares aos Açores.
Foi agraciado com o grau de Grande-Oficial da Ordem da Instrução Pública, em 26 de julho de 1972, e agraciado com medalha de mérito da Cruz Vermelha Portuguesa.